# Plagioglypta
Plagioglypta es un género de molusco escafópodo marino de la familia Dentaliidae.
La distribución de este género es casi cosmopolita.

## Especies
Las especies incluidas dentro del género Plagioglypta son:
- Plagioglypta pertracheata (Plate, 1908)

- Plagioglypta tenuicincta (Gougerot, 1968) †